# 墨会館
墨会館（すみかいかん）は、愛知県一宮市小信中島にあるコミュニティセンター。
愛知県で唯一の丹下健三作品である。2008年（平成22年）7月8日に国の登録有形文化財に登録された。

## 歴史
一宮市尾西地区は繊維産業が盛んな地域であり、1889（明治22）年に墨宇吉によって艶屋が創業した。1924（大正13）年には艶屋が艶金興業株式会社となり、染色整理加工業を中心に発展した。艶金興業は1946年（昭和21年）に昭和天皇の行幸を賜り、1955年（昭和30年）には皇太子（後の明仁上皇）の行啓を賜っている。
1952年（昭和27年）には艶金興業の3代目社長墨敏夫が、東京大学工学部建築学科の助教授であった丹下健三のもとに何度も通い、艶金興業本社の設計を依頼した。丹下は当地を訪れて現地調査を行ったが、1954年（昭和29年）にカリフォルニア大学建築学科教授に招聘されたことで、艶金興業本社の設計は中断した。1955年（昭和30年）には、墨敏夫が東京出張の際に特急電車の車内で偶然丹下に出会い、作業が再開された。1957年（昭和32年）にこの建物が竣工した。机や椅子などのインテリアも丹下本人が設計している。
2008年（平成22年）7月8日には国の登録有形文化財に登録された。艶金興業の繊維事業からの撤退にともない、2010年（平成22年）12月に一宮市に建物が譲渡された。小信中島地区には公民館がなかったため、一宮市が墨会館の改修・耐震補強を行い、2014年（平成26年）11月1日に尾西生涯学習センター墨会館・小信中島公民館として開館した。

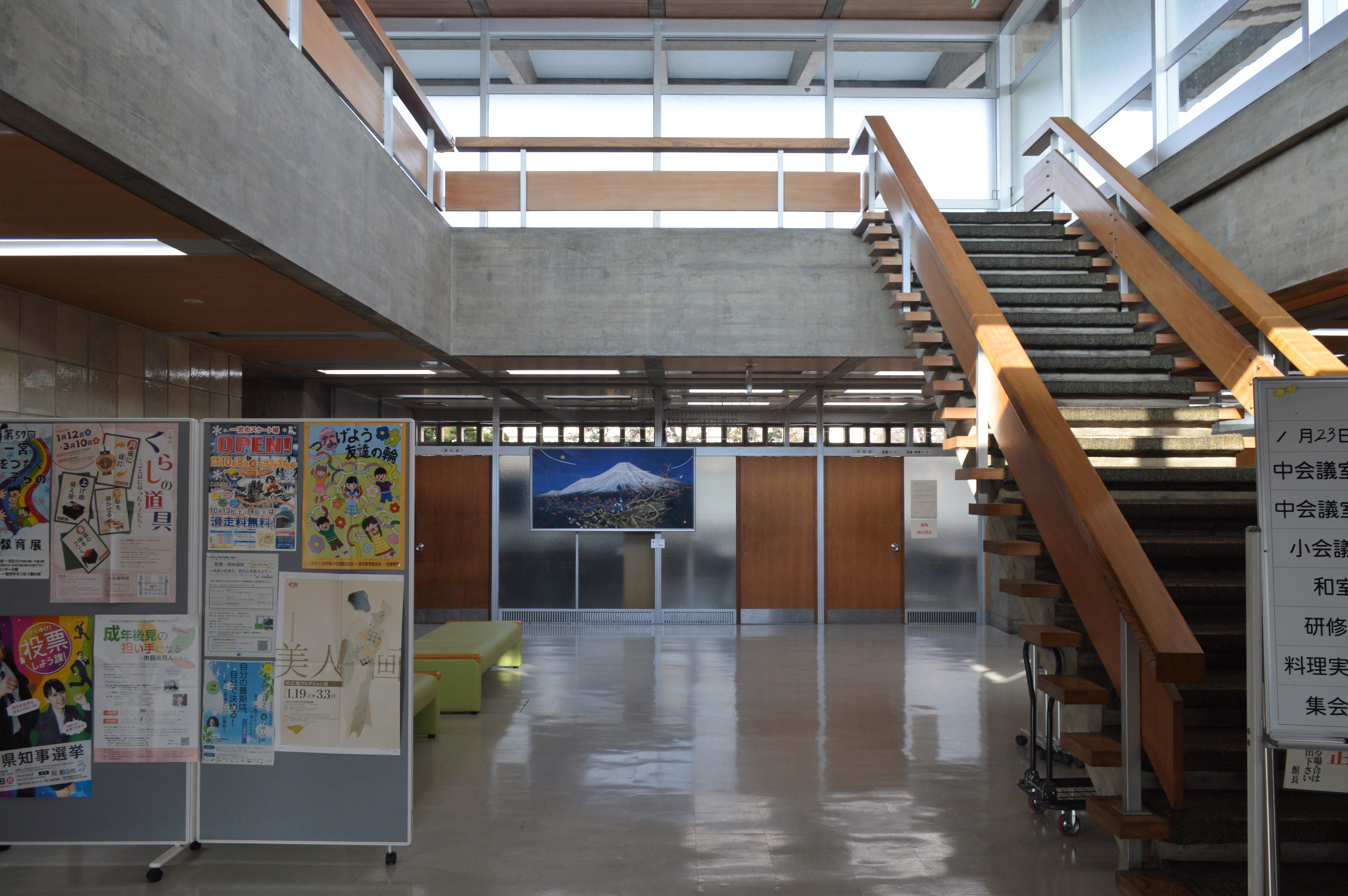
事務所棟1階
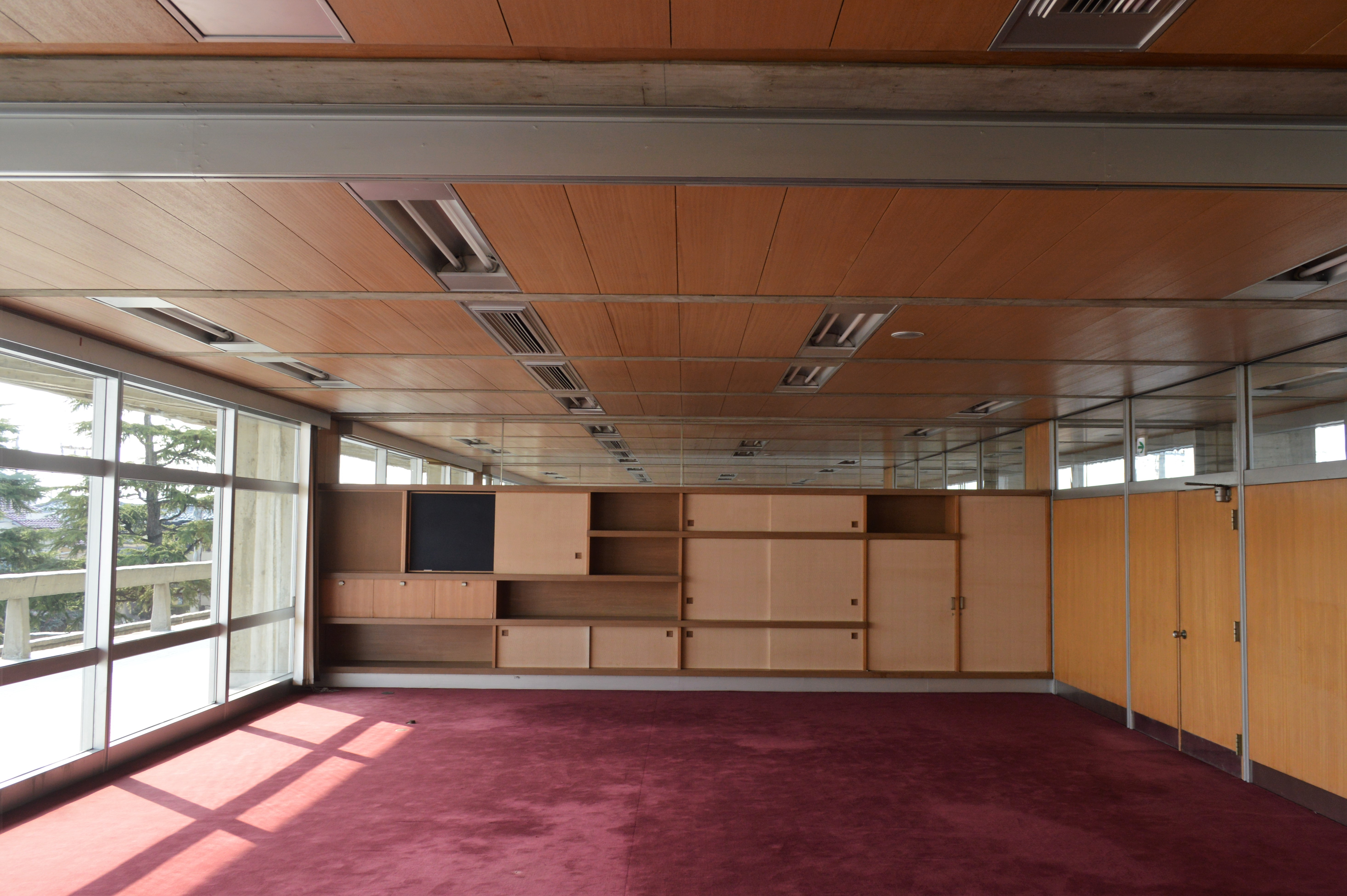
事務所棟2階の社長室
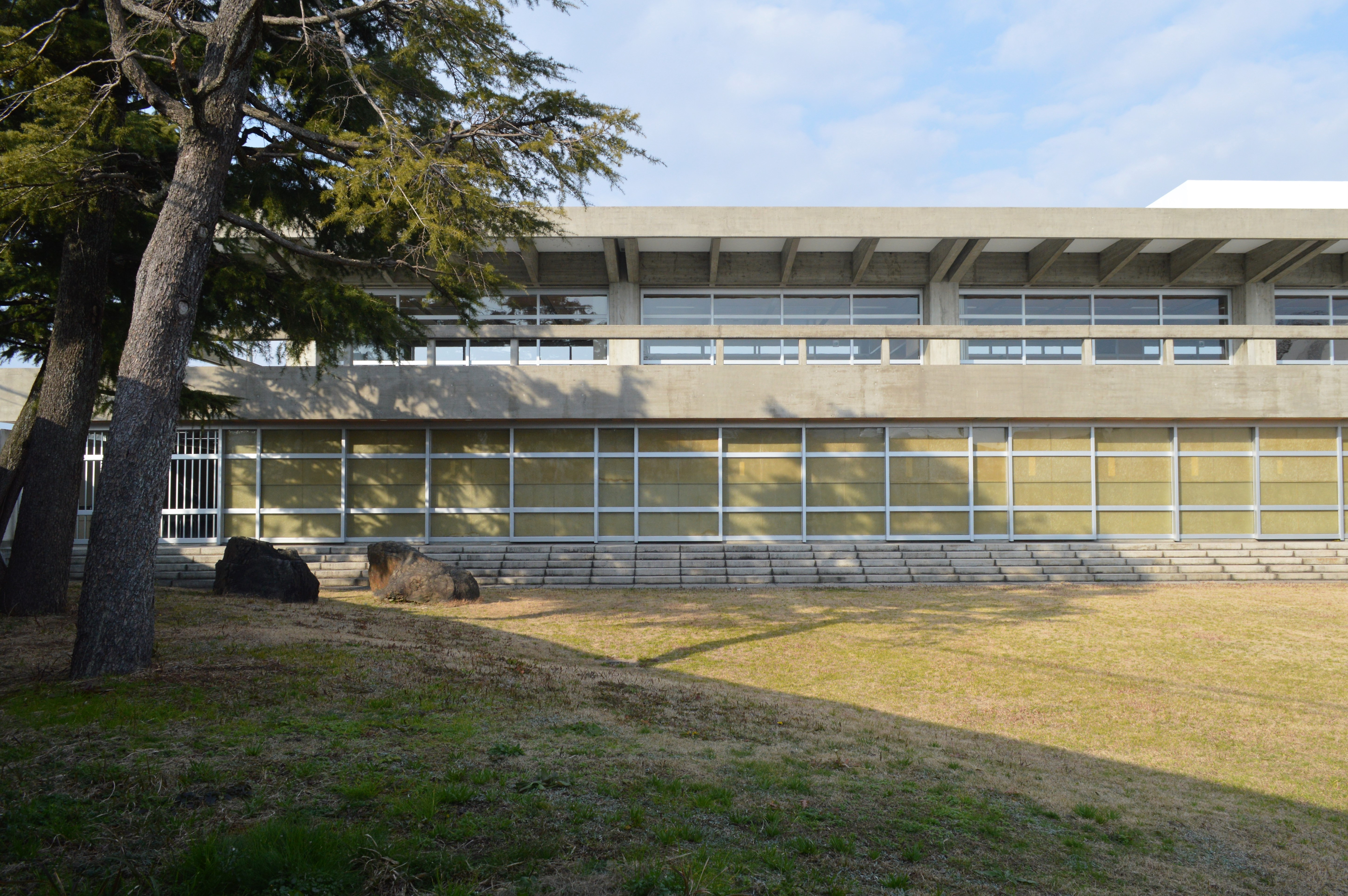
中庭
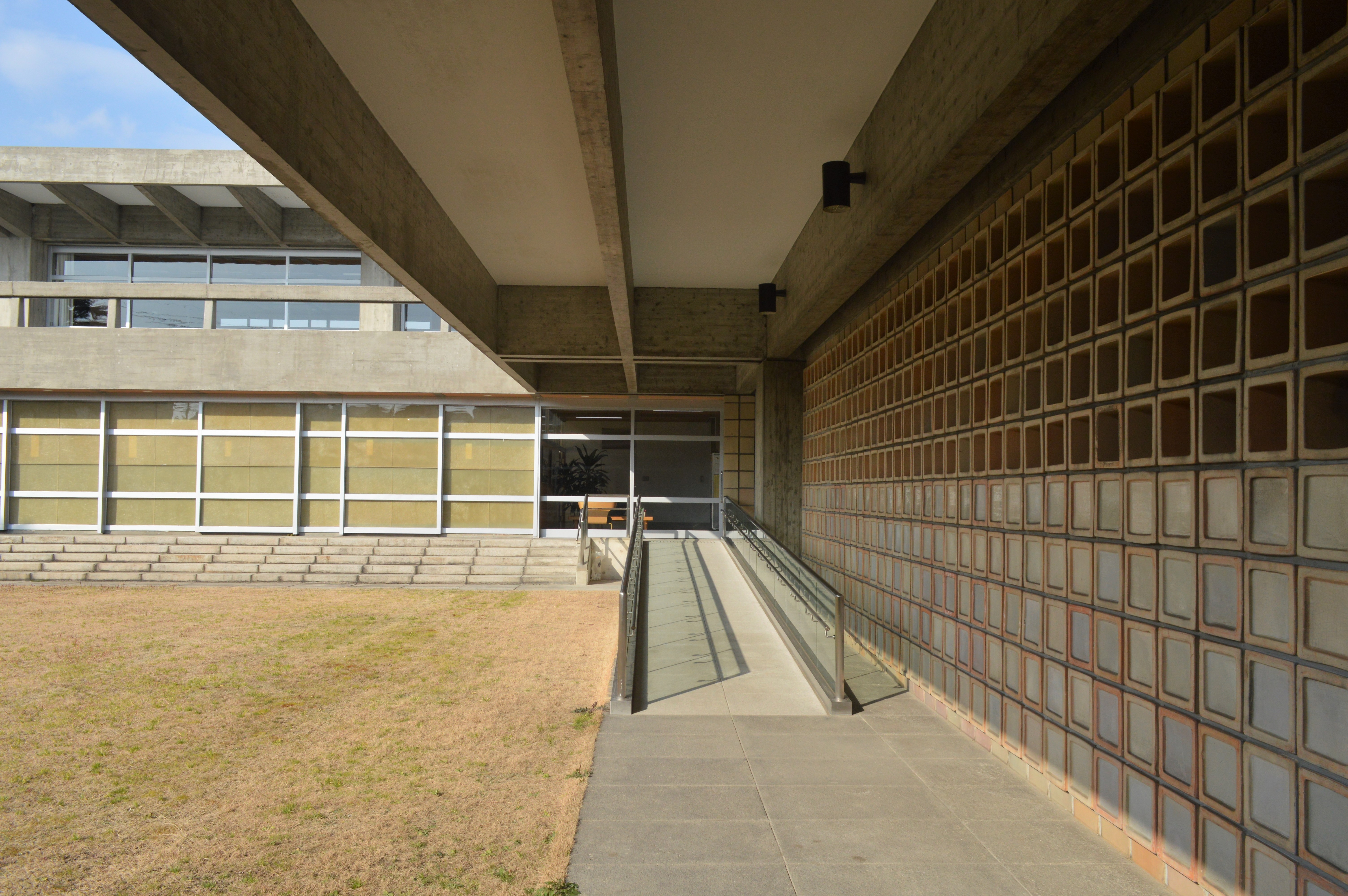
中庭とピロティ
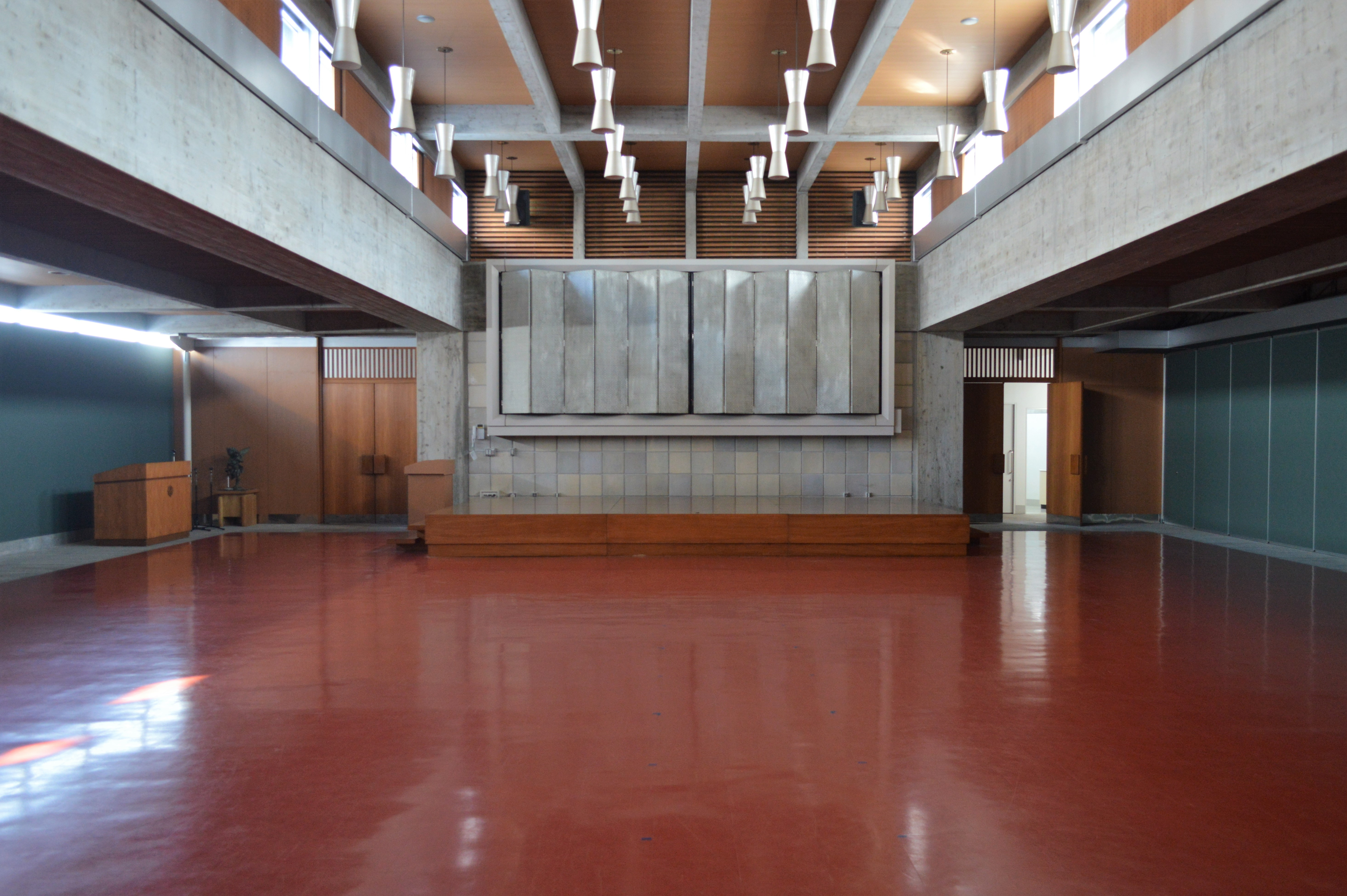
集会室棟の集会室